# Howey-in-the-Hills
Howey-in-the-Hills es un pueblo ubicado en el condado de Lake en el estado estadounidense de Florida. En el Censo de 2010 tenía una población de 1.098 habitantes y una densidad poblacional de 135,57 personas por km². . Las atracciones turísticas más conocidas son: Mansión Howey, Lago Harris, el Planetario de Howey entre otros...

## Geografía
Howey-in-the-Hills se encuentra ubicado en las coordenadas 28°42′37″N 81°46′42″O / 28.71028, -81.77833. Según la Oficina del Censo de los Estados Unidos, Howey-in-the-Hills tiene una superficie total de 8.1 km², de la cual 6.89 km² corresponden a tierra firme y (14.93%) 1.21 km² es agua.

## Demografía
Según el censo de 2010, había 1.098 personas residiendo en Howey-in-the-Hills. La densidad de población era de 135,57 hab./km². De los 1.098 habitantes, Howey-in-the-Hills estaba compuesto por el 96.27% blancos, el 1.28% eran afroamericanos, el 0% eran amerindios, el 0.55% eran asiáticos, el 0% eran isleños del Pacífico, el 0.73% eran de otras razas y el 1.18% pertenecían a dos o más razas. Del total de la población el 5.56% eran hispanos o latinos de cualquier raza.